# Santuário de Nossa Senhora da Guarda
O Santuário de Nossa Senhora da Guarda (Santuario della Madonna della Guardia em língua italiana) é uma basílica católica localizada em Tortona, comuna da Itália, na Província de Alexandria e Diocese de Tortona.

## História
No ano 1000, surgiu na Província de Alenxadria a igreja de Nossa Senhora das Graças, onde moraram primeiramente os Beneditinos e depois os Franciscanos. Nessa igreja, em 1418, pregou São Bernardino de Siena.
Em 1585 foi construído o tabernáculo, e em 1607, Dom Humberto Gambara, bispo de Tortona, começou a construção de um edifício em forma de cruz grega. Em 1662 chegaram os Agostinianos, que ficaram até 1802, quando foram expulsos por Napoleão.
O edifício, no tempo das duas guerras mundiais, foi transformado em edifício privado, porém continuou a celebrar missas no espaço da igreja.

### A obra de São Luís Orione
Em 1893, São Luís Orione abriu aqui, o primeiro colégio para hospedar crianças, dizendo: "Aqui vai surgir um grande santuário...".
Em 29 de agosto de 1918, o povo fez voto para que a Primeira Guerra Mundial terminasse, e em 4 de novembro a guerra terminou.
Em 23 de outubro de 1926, o cardeal Carlo Perosi lançou a pedra fundamental da nova construção. Em 1928 começaram os trabalhos, terminados em 28 de agosto de 1931.
Padre Luís Orione, quando faleceu em 1940 foi colocado num sepulcro na cripta. Em 1980, quando foi beatificado por João Paulo II foi colocado numa urna de vidro, onde se encontra agora para a veneração pelos fiéis.
Em 28 de agosto de 1958 foi abençoada a grande imagem da Virgem Maria na entrada da igreja e estiveram presentes os cardeais Giuseppe Siri, de Génova, e Angelo Giuseppe Roncalli, Patriarca de Veneza e futuro Papa João XXIII.
Em 24 de agosto de 1991, Dom Luís Bongianino, bispo de Tortona, sagrou oficialmente o Santuário e, em 1 de outubro, recebeu do Papa João Paulo II o título de Basílica menor.